# Campionati africani di atletica leggera 2018 - Staffetta 4×100 metri femminile
La staffetta 4×100 metri femminile ai campionati africani di atletica leggera di Asaba 2018 si è svolta il 3 agosto allo Stadio Stephen Keshi.

## Risultati

### Finale
| Class   | Corsia | Nazione        | Atlete                                                                  | Tempo | Note  |
| ------- | ------ | -------------- | ----------------------------------------------------------------------- | ----- | ----- |
| Oro     | 5      | Nigeria        | Joy Udo-Gabriel, Blessing Okagbare, Tobi Amusan, Rosemary Chukwuma      | 43.77 |       |
| Argento | 2      | Costa d'Avorio | Adeline Gouenon, Rosvitha Okou, Karel Elodie Ziketh, Marie-Josée Ta Lou | 44.40 |       |
| Bronzo  | 7      | Kenya          | Eunice Kadogo, Millicent Ndoro, Joan Cherono, Fresha Mwangi             | 45.58 |       |
| 4       | 4      | Sudafrica      | Rose Xeyi, Tamzin Thomas, Ariane Nel, Lynique Beneke                    | 45.63 |       |
| 5       | 3      | Camerun        | ?, ?, Audrey Nkamsao, Ngouyaka Angounou                                 | 46.26 |       |
| 6       | 6      | Senegal        | Adja Arrete Ndiaye, ?, ?, Ndeye Amy Tall                                | 47.73 |       |
| 7       | 1      | Burkina Faso   | ?, ?, Rokia Fofana, ?                                                   | 47.95 |       |
| 8       | 8      | Etiopia        | ?, ?, Seada Siraj, Meseret Gudura                                       | 49.09 |       |
| N.D.    | 9      | Zambia         | Abygirl Sepiso, Rhoda Njovbu, Hellen Makumba, Majory Chisanga           | dnf   | [ 1 ] |